# Alvimiantha
Alvimiantha es un género monotípico de arbustos de la familia Rhamnaceae. Su única especie, Alvimiantha tricamerata Grey-Wilson, es originaria de Brasil.

## Taxonomía
Alvimiantha tricamerata fue descrita por Grey-Wilson y publicado en Bradea 2: 288, en el año 1978.